# タイ語版ウィキペディア
タイ語版ウィキペディア（タイごばんウィキペディア、タイ語: วิกิพีเดียภาษาไทย）は、タイ語によって執筆・編集されているウィキペディアである。2003年12月に開設された。2018年2月16日現在、記事数は122,144本、30万人以上の利用者が登録している。
アレクサ・インターネットによると、ウィキペディア（全ての言語版を含む）は2010年12月現在、「タイのトップサイト」12位にランクインされている。

## 特徴
タイ語版ウィキペディアには、他の言語版とは異なる特徴がある。
- すべての編集はタイの国内法（とりわけ不敬罪）を遵守するものでなければならない。
- 各段落の最初の行は、タイ語の記述法と同様、字下げしなければならない。

## 歴史

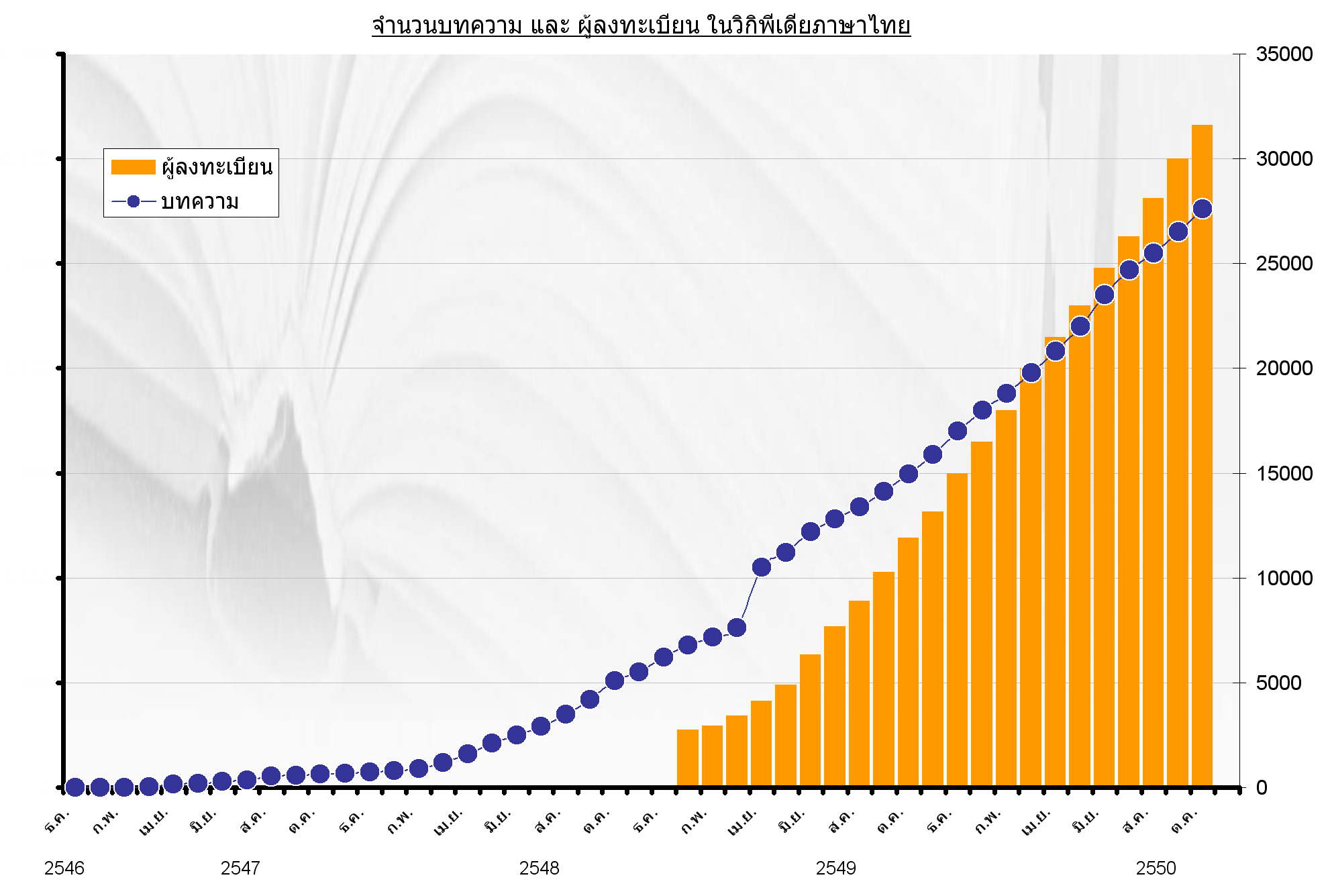
2007年10月4日現在の統計。青の線グラフは記事数を示し、28,000項目となっている。オレンジ色の棒グラフは利用者数を示し、32,000名となっている。

- 2003年3月16日 - "Describe the new page here." と記述されたページが作成される。
- 2003年12月25日 - メインページが作成される。
- 2003年12月27日 - 初めて記事が作成される（「天文学」）。内容は一単語のみが書かれるにとどまり、32の言語間リンクが付与されていた。その後2004年5月31日にスタブ記事となった。
- 2004年2月28日 - 内容の伴う記事が初めて作成される（「計算機科学」）。
- 2004年4月21日 - 100項目達成。
- 2004年8月17日 - 500項目達成。
- 2005年3月10日 - 1,000項目達成（「ハリー・ポッター」）。
- 2005年5月1日 - 初の秀逸な記事（「フラクタル」）[2]。
- 2005年9月 - 30人以上の大学生が利用者として登録、宿題の一環で記事を執筆。
- 2005年10月28日 - 5,000項目達成（「包拯」）。
- 2006年3月 - Javaスクリプトを用い、年代に関する記事（「仏暦1年」（紀元前543年）から「1800年」頃まで）が半手動で大量に作成される。約2,500項目が新たに執筆された。
- 2006年3月14日 - 10,000項目達成（「ペンシルベニア州立大学」）。
- 2007年3月16日 - 20,000項目達成（「牡羊座のムウ」）。
- 2007年12月10日 - 30,000項目達成（「アンディ・ラウ」）。
- 2008年10月26日 - 40,000項目達成（「BAMBOO BLADE」）。
- 2009年9月4日 - 50,000項目達成。
- 2016年1月30日 - 100,000項目達成（「1940年代」）。
- 2022年9月14日 - 150,000項目達成。